# Radostina Dimitrova
Radostina Dimitrova (in bulgaro Радостина Димитрова?; Kazanlăk, 17 maggio 1967) è un'ex cestista bulgara.

## Carriera
Con la Bulgaria ha disputato tre edizioni dei Campionati europei (1985, 1991, 1993).